# Cynthia Klitbo
Diana Cynthia Klitbo (Zacatecas, 11 de março de 1967) ou mais conhecida como Cynthia Klitbo, é uma atriz mexicana muito respeitada e reconhecida no México. É mais conhecida no Brasil por sua consagrada personagem Tamara de la Colina em El privilegio de amar e também por Joana Godoy da novela Teresa.

## Biografia
Cynthia Klitbo tem tido em sua carreira uma grande relevância como vilã. A importância da atriz como antagonista é a variação de vilãs realizadas nos melodramas pois já interpretou 11 vilãs de um total de 21 telenovelas, todas de um alcance de distinto e usando desde o drama policial até o melodrama cômico e a comédia de telenovelas como Palabra de mujer, Atrévete a soñar, respectivamente.
Seus papeis tem sido tão reconhecidos pela crítica de espetáculos do México, que foi nomeada uma das estrelas mais representativas por meio da revista TVyNovelas no ano de 2009.
Apesar de ter atuado somente em telenovelas, o trabalho de Cynthia ultrapassou fronteiras graças aos papeis de Sofía Gastelum(Sua primera antagonista e oportunidade) na telenovela Cadenas de amargura, Laura Castro na telenovela La dueña e a telenovela de grande repercusão, onde atuou com Angélica Rivera e Francisco Gattorno, atuou também em El privilegio de amar como Tamara.
Varias revistas de circulação internacional mencionam em várias ocasiões que as interpretações de Cynthia nestas 3 novelas especialmente são parte da história da telenovela no México. Em Cadenas de amargura se refletia o potencial de uma colegial safada, Sofía Gastelum que faria sofrer sua "amiga" Cecilia  interpretada por Daniela Castro. O papel, primeira oportunidade de Cynthia, a levou a ter o primeiro de 3 prêmios TV y Novelas e um referente inegaval de melodramas.
Em 2008, a atriz Altair Jarabo interpreta a personagem que fez famosa Cynthia no remake da história En nombre del amor, fazendo, de vez em quando, detalhes que realizava Cynthia. No que respeito a telenovela La dueña, a história bateu recordes  nos Estados Unidos e América Latina, graças ao quadro de atores e as vilãs de Laura Castro, papel que Cynthia refez em vigência. A telenovela foi repetida em diferentes horários e canais no México desde sua emissão.
Na telenovela El privilegio de amar tem menção à parte na carreira de Cynthia Klitbo, pois a antagonista Tamara se convierteu, provavelmente, no papel mais importante da atriz. Para este papel, na segunda metade da história, Cynthia viajou a Europa junto com vários membros da produção e os atores Adela Noriega e René Strickler, protagonistas da história. Neste lugar, Cynthia realizou uma das cenas mais impatantes da história do melodrama mexicano, cortando os cabelos em uma ponte do Rio Sena. O segredo se manteve pois a atriz utilizaba perucas nas entrevistas. Foi até principios de 1999 quando a cena saiu ao ar e valeu Cynthia último troféu TVyNovelas. Por esta interpretação, mas sobre todo a perda do cabelo, a atriz foi entregue várias compensações econômicas.
Graças a estas interpretações e outras como a de Rosaura Ontiveros em Alguna vez tendremos alas, a atriz Cynthia Klitbo já ganhou um reconhecimento, igual aos numerosos prêmios.
Em 2010, Cynthia integrou o elenco de Teresa, dividindo créditos com Angelique Boyer, Sebastián Rulli, Aarón Díaz, entre outros. Após esse folhetim, ela foi escalada para viver mais uma vilã em Cachito de cielo, junto com os protagonistas Maite Perroni e Pedro Fernández. Em 2013, co-protagonizou a telenovela De que te quiero, te quiero, produzida por Lucero Suárez. Em 2014, volta como a antagonista de La sombra del pasado junto a Pablo Lyle e Michelle Renaud. Em 2016, obteve mais uma personagem de destaque como a mãe da personagem vivida por Irina Baeva em Vino el amor no período de 2016 e 2017. Está escalada para viver a vilã principal de Hijas de la luna como Leonora.

## Vida pessoal
Klitbo foi casada três vezes; seu primeiro casamento foi com o ator Jorge Antolín em 1987 e terminaram em 1989, seu segundo casamento foi com o ator Francisco Gattorno em 1995 e terminou em 1997, e o terceiro foi com o ator Rubem Lira, com quem deu à luz sua única filha Elisa Fernanda Lira, divorciando-se em 2009. Em 2012, Cynthia se casa novamente com o escultor David Gerstain. Também é tia da atriz Christel Klitbo, que interpretou a Valéria na versão mexicana de Carrossel.

## Filmografia

### Televisão
| Ano       | Título                                                 | Papel                             | Notas                                                          |
| --------- | ------------------------------------------------------ | --------------------------------- | -------------------------------------------------------------- |
| 1985      | La pobre señorita Limantur                             | Baby Ostanio                      |                                                                |
| 1987      | Cómo duele callar                                      | Cristina Cisneros                 |                                                                |
| 1988      | Amor en silencio                                       | Aurora                            |                                                                |
| 1989      | Mi segunda madre                                       | Leticia                           |                                                                |
| 1990      | Yo compro esa mujer                                    | Efigenia                          |                                                                |
| 1990      | Mi pequeña Soledad                                     | —                                 |                                                                |
| 1991      | Cadenas de amargura                                    | Sofía Gastelum Fernández          |                                                                |
| 1991      | Papá soltero                                           | —                                 | Episódio: "Tomalo con calma"                                   |
| 1991      | Vida robada                                            | Leticia Avelar/ Verónica Almeida  |                                                                |
| 1993      | Videoteatros: Véngan corriendo que les tengo un muerto | Vários personagens                |                                                                |
| 1993      | Sueño de amor                                          | Ana Luisa                         |                                                                |
| 1995      | La dueña                                               | Laura Castro Villarreal           |                                                                |
| 1996      | Mujer, casos de la vida real                           | —                                 | Episódio: "Si Pudiera Amarte"                                  |
| 1996      | Mujer, casos de la vida real                           | María                             | Episódio: "Un Problema para Dos"                               |
| 1997      | Alguna vez tendremos alas                              | Rosaura Ontiveros                 |                                                                |
| 1998      | ¿Qué nos pasa?                                         | Juana                             |                                                                |
| 1998      | El privilegio de amar                                  | Tamara de la Colina               |                                                                |
| 1998      | Mujer, casos de la vida real                           | Vida                              | Episódio: "Mariposa Negra"                                     |
| 1999      | Mujer, casos de la vida real                           | —                                 | Episódio: "Bajas pasiones"                                     |
| 2000      | La casa en la playa                                    | Paulina Villarreal de Rojo        |                                                                |
| 2000      | Mi destino eres tú                                     | Amara Trujillo                    |                                                                |
| 2003      | Velo de novia                                          | Raquela Villaseñor Del Moral      |                                                                |
| 2004      | La hora pico                                           | Loida                             | Episódio: "1 de julho de 2004"                                 |
| 2005      | Peregrina                                              | Abigaíl Osorio                    |                                                                |
| 2007      | S.O.S.: Sexo y otros Secretos                          | Laura                             | Episódio: "Sexo y más secretos" Episódio: "Amigas por siempre" |
| 2007      | ¿Y ahora qué hago?                                     | Cynthia                           | Episódio: "Donde está Adal?"                                   |
| 2007      | Palabra de mujer                                       | Delia Ibarra                      |                                                                |
| 2008      | La rosa de Guadalupe                                   | Elisa                             | Episódio: "A la orilla del cielo"                              |
| 2009      | Atrévete a soñar                                       | Bianca Peña Brizzi Vda. de Rincón |                                                                |
| 2010      | Locas de amor                                          | Doctora Ayala                     |                                                                |
| 2010      | Mujeres asesinas                                       | Luz Mercedes                      | Episódio: "Luz, Arrolladora"                                   |
| 2010      | Teresa                                                 | Juana Godoy de González           |                                                                |
| 2012      | Por ella soy Eva                                       | Amante de João Carlos             | Episódios: "20 de fevereiro-27 de março de 2012"               |
| 2012      | Cachito de cielo                                       | Adela Silva de Salazar (Pachi)    |                                                                |
| 2013      | De que te quiero, te quiero                            | Carmen Garcia Pabuena             |                                                                |
| 2014      | La sombra del pasado                                   | Prudencia Mendoza de Zapata       |                                                                |
| 2016      | Vino el amor                                           | Marta Estrada Vda. de Muñoz       |                                                                |
| 2018      | Hijas de la luna                                       | Leonora Ruíz de Oropeza           |                                                                |
| 2019      | El dragón                                              | Dora Perdomo Vda. de Garza        |                                                                |
| 2020      | Médicos, línea de vida                                 | Carmen Menchaca                   | Episódios: "30 de janeiro-10 de março"                         |
| 2020      | Como tu no hay dos                                     | Socorro Pérez                     |                                                                |
| 2021-2022 | Junta de vecinos                                       | Genoveva de la Colina             |                                                                |
| 2022      | Mujer de nadie                                         | Isaura Henderson de Arizmendi     |                                                                |
| 2023      | Juego de mentiras                                      | Renata del Río                    |                                                                |
| 2023      | Minas de pasión                                        | Zaira Pérez de Sánchez            |                                                                |
| 2024      | Lalola                                                 | Circe                             |                                                                |

### Cinema
- Desnudos (2004).... Berta
- Ladies' Night (2003).... Victima
- La paloma de Marsella (1999)
- El amor de tu vida S.A. (1996).... Eugenia
- Morena (1995).... María
- Asalto (1991).... Elena
- Ellos trajeron la violencia (1990)

## Teatro
- Los Monólogos de la Vagina (2001)
- Rosa de Dos Aromas (2000)
- Entre Pancho Villa y Una Mujer Desnuda (2000)
- Ellos trajeron violencia (1998)
- El viejo de la condesa (1995)
- Jucio suspendido (1994)
- La desconfianza (1992)
- Cirano de Bergerac (1991)
- Don Juan Tenorio (1990)
- Romeo y Julieta (1988)
- Aladino y la lampara maravillosa (1988)
- Tamara (1987)

## Prêmios e Indicações
| Ano  | Festival                                                         | Categoria                        | Nomeações                   | Resultado |
| ---- | ---------------------------------------------------------------- | -------------------------------- | --------------------------- | --------- |
| 1988 | Prêmio TVyNovelas                                                | Melhor Atriz Juvenil             | Como duele callar           | Indicada  |
| 1990 | Prêmio las Palmas de Oro                                         | Melhor Atriz Revelação           | La desconfianza             | Venceu    |
| 1991 | Troféu Estrellas de Plata                                        | melhor atriz vilã                | Cadenas de amargura         | Venceu    |
| 1992 | Prêmio TVyNovelas                                                | Melhor Atriz Antagônica          | Cadenas de amargura         | Venceu    |
| 1992 | Troféu Estrella de Plata                                         | Melhor atriz coadjuvante         | La desconfianza             | Venceu    |
| 1993 | UCCT Award                                                       | Melhor atriz coadjuvante         | La desconfianza             | Venceu    |
| 1995 | Premio de la Agrupación de Periodistas Teatrales de México (APT) | Melhor atriz nova                | Juicio suspendido           | Venceu    |
| 1995 | Prêmio El Heraldo de México                                      | Melhor atriz nova em filme       | El amor de tu vida, S.A.    | Venceu    |
| 1995 | Prêmio Las Palmas de Oro                                         | Melhor atriz vilã                | La dueña                    | Venceu    |
| 1995 | Troféu Estrella de Plata                                         | Melhor atriz vilã                | La dueña                    | Venceu    |
| 1995 | Amistad Award                                                    | Melhor atriz                     | La dueña                    | Venceu    |
| 1996 | Prêmio ACE de Nova York                                          | Melhor Co-Atuação Feminina       | La dueña                    | Venceu    |
| 1996 | Prêmio TVyNovelas                                                | Melhor Atriz Antagônica          | La dueña                    | Indicada  |
| 1996 | Framingo Award                                                   | Melhor Atriz                     | La dueña                    | Venceu    |
| 1996 | Troféu ACCA Award                                                | Atriz Favorita                   | La dueña                    | Venceu    |
| 1998 | Prêmio TVyNovelas                                                | Melhor Vilã                      | Alguna vez tendremos alas   | Indicada  |
| 1998 | Prêmio ACE de Nova York                                          | Melhor Atriz de Televisão        | Alguna vez tendremos alas   | Venceu    |
| 1999 | Prêmio TVyNovelas Colômbia                                       | Melhor Atriz                     | Alguna vez tendremos alas   | Venceu    |
| 1999 | Prêmio ACE de Nova York                                          | Melhor atriz de filme            | El amor de tu vida, S.A.    | Venceu    |
| 1999 | Prêmio Gran Águila                                               | Melhor atriz                     | El privilegio de amar       | Venceu    |
| 1999 | Prêmio El Heraldo de México                                      | Melhor Atriz Antagonista         | El privilegio de amar       | Venceu    |
| 1999 | Prêmio TVyNovelas                                                | Melhor Atriz Antagônica          | El privilegio de amar       | Venceu    |
| 1999 | Estrella Awards                                                  | Melhor atriz                     | El privilegio de amar       | Venceu    |
| 1999 | Mara Awards                                                      | Melhor atriz                     | El privilegio de amar       | Venceu    |
| 1999 | Prêmios Bravo                                                    | Melhor atriz vilã                | El privilegio de amar       | Venceu    |
| 1999 | Troféu Quetzal Awards                                            | Melhor atriz vilã                | El privilegio de amar       | Venceu    |
| 1999 | Prêmio El Sol de Oro                                             | Melhor atriz                     | El privilegio de amar       | Venceu    |
| 1999 | Prêmio Las Palmas de Oro                                         | Melhor antagonista               | El privilegio de amar       | Venceu    |
| 2000 | Prêmios ACE de Nova York                                         | Melhor Atriz em Telenovela       | La casa en la playa         | Venceu    |
| 2000 | Troféu El Sol de Oro                                             | Melhor Atriz                     | Rosa de dos aromas          | Venceu    |
| 2000 | Las Palmas de Oro                                                | Melhor Atriz                     | Rosa de dos aromas          | Venceu    |
| 2004 | Prêmio TVyNovelas                                                | Melhor Atriz Antagônica          | Velo de novia               | Indicada  |
| 2006 | Prêmio TVyNovelas                                                | Melhor Vilã                      | Peregrina                   | Indicada  |
| 2009 | Prêmio TVyNovelas                                                | Melhor Atriz Antagônica          | Palabra de mujer            | Indicada  |
| 2010 | Prêmio TVyNovelas                                                | Melhor Vilã                      | Atrévete a soñar            | Indicada  |
| 2014 | Prêmio TVyNovelas                                                | Melhor Atriz Co-Estelar          | De que te quiero, te quiero | Venceu    |
| 2014 | Prêmio TVyNovelas                                                | Melhor Primeira Atriz            | De que te quiero, te quiero | Indicada  |
| 2016 | Prêmio TVyNovelas                                                | Melhor Primeira Atriz            | La sombra del pasado        | Indicada  |
| 2016 | Prêmios TV Adicto Golden Awards 2016                             | Melhor Atriz em Papel Secundário | Vino el amor                | Venceu    |
| 2017 | Prêmio TVyNovelas                                                | Melhor Primeira Atriz            | Vino el amor                | Indicada  |
| 2019 | Prêmio TVyNovelas                                                | Melhor Primeira Atriz            | Hijas de la luna            | Indicada  |
| 2019 | Prêmios TV Adicto Golden Awards 2018                             | Melhor Atriz em Papel Secundário | Hijas de la luna            | Venceu    |